# 玉河镇 (绵阳市)
玉河镇，是中华人民共和国四川省绵阳市游仙区曾经下辖的一个镇。2019年12月，撤销玉河镇、梓棉镇和白蝉镇，设立盐泉镇，以原玉河镇、原梓棉镇和原白蝉镇所属行政区域为盐泉镇的行政区域。

## 行政区划
玉河镇撤销前下辖以下地区：
玉河镇社区、共和村、白庙子村、天宝寨村、牛心山村、长林寺村、四房湾村、上方寺村、花竹林村、黄连庙村、雨台山村和道碑观村。